# 10 Ursae Majoris
10 Ursae Majoris (10 UMa / HD 76943 / HR 3759) es una estrella de magnitud aparente +3,97, que a pesar de su nombre, se encuentra en la constelación del Lince. Cuando en el siglo XVIII se asignaron los números de Flamsteed se la encuadró en la constelación de la Osa Mayor; sin embargo, con los límites modernos de las constelaciones establecidos en la década de 1920, la estrella quedó finalmente integrada dentro de Lince. Actualmente es la tercera estrella más brillante de esta constelación después de α Lyncis y 38 Lyncis.
10 Ursae Majoris es una estrella binaria compuesta por una enana blanco-amarilla de tipo espectral F5V y magnitud +4,11, y una estrella similar al Sol de magnitud +6,18 y tipo G5V. La componente más brillante tiene una temperatura de 6500 K y una luminosidad 4,8 veces mayor que la del Sol. La enana amarilla análoga al Sol tiene 5600 K de temperatura y un 80 % de la luminosidad solar. La distancia media entre ambas es de 10,6 UA, moviéndose en una órbita moderadamente excéntrica que hace que la separación varíe entre 12,0 y 9,9 UA a lo largo de un período orbital de 21,78 años. Las masas estimadas son 1,44 masas solares para la estrella F5 y 1 masa solar para la estrella G5. El sistema se encuentra a 54 años luz de la Tierra. 